# SU-122-54 (自走砲)
SU-122-54(Samokhodnaya Ustanovka -122-54、ロシア語: СУ-122-54(Самоходно-артиллерийская Установка -122-54)はソビエト連邦の自走砲である。

## 概要
ソビエト連邦軍がSU-100の後継として開発した対戦車自走砲で、西側諸国ではかつてIT-122と呼称されていた。第二次世界大戦時のT-34/85中戦車に対するSU-100と同様の設計思想で、大戦後主力戦車となったT-54の車体をベースに固定式戦闘室を設け、より大口径な主砲を搭載したものである。
1954年より少数が生産されて配備されたが、配備部隊と運用状況については資料が少なく、現在でも不明点が多い。遅くとも1970年代前半には退役し、大半は戦車回収車に改造されて支援車両として運用された。それらのうち、戦闘工兵車に転用された車両は2000年代でも少数が使用されている。

## 開発・運用
SU-122-54は1949年よりオムスクの第174戦車工場設計局で「オブイェークト600(ロシア語: Объект 600)」の名称で開発され、途中で仕様の変更や開発／生産工場の選定などの混乱もあったものの、1950年には試作車が完成、1951年6月から8月にかけて試験が行われた。翌1952年6-7月にはこの際に発覚した問題点とその改善策を反映した3種類の最終試作車が開発されて比較試験が行われ、1953年に量産仕様の最終試作車が選定されて各種試験の後に採用され、1954年3月15日には大規模生産の開始が決定、1955年には最初の生産車である4両が納入された。
しかし、主砲となる122mm M-49(D-49)の生産が遅延したために供給が遅れたこと、まずは戦車型であるT-54の生産を再優先とする、と決定されたことから生産がはかどらず、また、対戦車兵器として無線もしくは有線で誘導されるロケット弾（対戦車ミサイル）の実用化に目処がついたことから、“対戦車自走砲”として従来のような「大口径長砲身の火砲を戦車を流用した車体に装備する車両」を開発することの意義は急速に失われつつあった。
結果、SU-122-54は1955年から1957年にかけて小規模に生産されたのみで、最終的に完成した車両は約77両から95両程度に留まった。
生産された車両は1954年から1956年にかけて戦車駆逐連隊や旅団に配備されたとされるが、実際の配備部隊や運用状況は定かではない。NATOの情報機関によるものとしては、1968年の“プラハの春”に対するワルシャワ条約機構による武力介入（チェコ事件（チェコ動乱）に際して動員されたソビエト軍機甲部隊の装備として実戦投入されていることが写真で確認されている。なお、NATOでは当初はこの車両について正確な情報を得ておらず、“SU-100M1968”の仮名称を与えていた。
その後、1960年代後半から1970年代前半かけて前線部隊から引き揚げられたと見られ、大多数は武装を撤去して戦車回収車に改造されたのち、親衛戦車師団に再配備されて支援車両として運用された。
主砲をT-10重戦車と同じ122mm M-62戦車砲、及びオブイェークト279重戦車他に搭載されていた130mm M-65戦車砲に換装する計画があったとされているが、実際に搭載された車両が製作されたかについては不明である。

## 構成

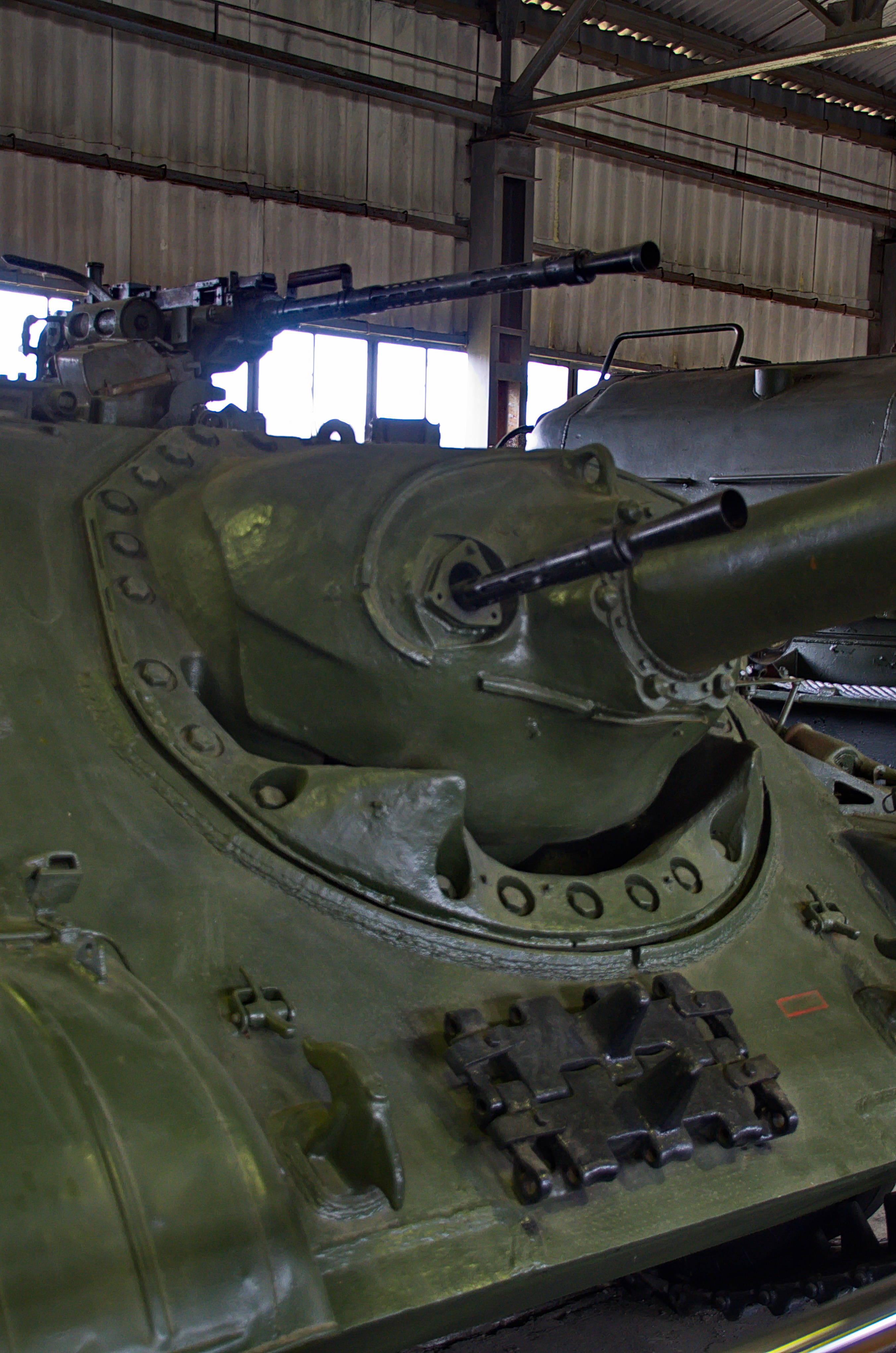
主砲同軸および戦闘室上面に装備されているKPVT 14.5mm重機関銃

戦闘室はISU-152／ISU-122に類似した六角形のもので、前面と側面前半部には大きな傾斜が付けられた避弾経始の高いものとなっている。車体前面および側面の装甲厚はそれぞれ100mm／80mmである。ソビエト軍の戦闘車両では通常操縦席は左側か中央にあるが、本車では操縦席は右側に配置されている。車体は基本的にT-54と同一だが、各転輪の間隔はT-54とは異なっている。
主砲はペトロフ砲兵設計局で新規開発された122mm戦車砲 M-49S(D-49S)で、搭載砲弾数は35発、戦闘室正面中央の半球状砲架に装備され、上下方向の他、左右方向にも限定的ながら指向することができた。副武装には、防楯右側に主砲同軸1挺、戦闘室上面左側の装填手ハッチにある電動式機銃架に1挺の計2挺のKPVT 14.5mm重機関銃を装備し、搭載弾薬は600発であった。
また、車長用キューポラにはソビエトの自走砲では初めてステレオ・レンジファインダー式の測照儀を装備し、ソビエト軍車両としては異例の長距離高精度射撃能力を備えている。

## 派生型
APBNP(АПБНП«Буйвол»(Объект 610)ru:File:Объект 610.JPG
装甲砲兵観測車型。各種射撃観測器材と無線機を増設している。主砲を搭載せず14.5mm機関銃のみを装備し、機銃は短いダミー砲身で覆われている。
1955年に2両の試作車が完成し実用試験を受けたが、量産はなされなかった。
BTS-600(БТС-600) ru:File:Тягач БТС-600.jpg
戦車回収車型。武装を撤去し、ウインチや吊り上げ能力3トンの小型ブーム式クレーン、牽引具等各種の回収機材を搭載したもの。潜水渡河能力を持ち、車体上面には塔状の折り畳み式シュノーケル（カニングタワー）を備える。
1971年に試作車1両が既存のSU-122-54より改装されて製作され、1971年11月から1972年まで実用試験が行われたが、能力不足であるとして採用はなされず、量産も行われなかった。
MTP-3(МТП-3) ru:File:Файл:МТП-3 (Машина технической помощи).JPG
戦車回収車型。武装を撤去し、各種の回収機材と発電機を搭載したもの。BTS-600とは異なり潜水渡河能力はなく、カニングタワーを装備していない。クレーンは組み立て式のものが装備されている。
前線部隊から引き揚げられたSU-122-54を改装したもので、T-54/55、及びT-62を装備する部隊に支援車両として装備され、後にはT-64を装備する部隊でも支援車両として用いられた。戦車部隊の他、装甲工兵部隊でも装甲工兵支援車として用いられている。
BMR-1(БМР-1)
1986年にアフガニスタン紛争の戦訓により開発された戦闘工兵車(地雷処理車)。車体前方に地雷処理装置を装着する。MTP-3を改装したもので、車体上面にはBTR-60装輪装甲車の銃塔が搭載されている。

TOP(ТОП)
特殊トラクター型。"ТОП"は"тягач обеспечения парадов"の略で、日本語に直訳すると"パレード供給トラクター"といった意味である。モスクワの赤の広場で開催される軍事パレードを支援する目的で開発された車両で、MTP-3と同様に武装が撤去されている。クレーンは装備されておらず、牽引機能のみを有し、車体前／後面の牽引フックが増設されている。軍事パレード専用という車両の性格から、車体各部の白い縁取りや国章のエンブレムといった特別塗装が常に施された状態で管理されていた。
1960年代後期に7両がSU-122-54から改装されて製作され、赤の広場での軍事パレードを管理・支援する部隊のみに配備された。ソビエト崩壊後は赤の広場以外での軍事パレードでも運用されるようになったが、1995年5月に開催された軍事パレードを最後に公式な場で目撃されておらず、この年を最後に退役したと見られている。

## 登場作品
『WarThunder』　
ランク5、ソ連駆逐戦車ツリーにて開発可能。
『World of Tanks』
かつてはソビエト連邦軍駆逐戦車SU-122-54として開発可能だったが、現在は削除され使用できない。
スマートフォン版のWorld of Tanks BlitzではSU-122-54として開発可能。